# Digimon World Re:Digitize
Digimon World Re:Digitize (デジモンワールド リ:デジタイズ, Dejimon Warudo Ri:Dejitaizu) est un jeu vidéo d'action et de rôle développé par Tri-Crescendo et distribué par Namco Bandai le 19 juillet 2012 sur PlayStation Portable. Basé sur l'univers de la franchise japonaise Digimon, le jeu est révélé sur le site officiel de Namco Bandai ainsi que dans le magazine V Jump,.
Digimon World Re:Digitize reprend les principes similaires, mais non identiques, du jeu original Digimon World initialement commercialisé en 1999 sur console PlayStation et rend, en quelque sorte, hommage au premier opus de cette série.

## Scénario
Digimon World Re:Digitize suit les aventures d'un jeune protagoniste âgé de 14 ans aspiré, en même temps que ses deux amis Nikolai et Akiho, dans le digimonde, un univers fictif peuplé de créatures numériques, après avoir lu un mystérieux courriel depuis son ordinateur. Ce monde numérique est relié en parallèle au monde réel et est, comme les créatures qui l'habitent, totalement composé de données. Les joueurs démarrent leurs aventures dans une petite île nommée Île des fichiers binaires et peuvent également combattre dans une autre « dimension » appelée Coliseum. Dans le jeu, Digimon est un jeu sur Internet dirigé par la GIGO Company. GIGO signifie Global Information, Global Organization (en français : « Information globale, organisation globale ») ; cette compagnie dirige en grande partie les réseaux, depuis leur panne générale mondiale.

## Système de jeu
Les joueurs agissent en tant que « dompteurs » pour une diverse variété de digimon et les principes sont similaires à celui de Digimon World, premier opus de la série,. Un digimon peut être entrainé grâce aux combats et élevé en lui donnant de la nourriture, en lui faisant faire ses besoins et en le faisant grandir à travers plusieurs niveaux qui déterminent son aspect et sa personnalité ; ces niveaux regroupés au nombre de cinq : entrainement, disciple, champion, ultime et méga. Une icône apparaît au-dessus de la tête du partenaire digimon si celui-ci suit ou ignore les ordres donnés par le joueur.
Concernant les combats, les adversaires apparaissent sur une carte,. Tandis que le joueur approche un digimon, un symbole apparaît au-dessus de la tête du digimon et montre ainsi sa condition avant un éventuel combat. Si le symbole montre une tête rouge, le digimon est prêt pour le combat. S'il est jaune, le digimon est sur ses gardes, mais il n'attaquera pas à moins que le joueur ne s'approche de trop près. Au début, lors des combats, le partenaire digimon attaque de son propre gré, mais il peut obéir et gagner en puissance selon l'entraînement que lui aura fait suivre le joueur. Le digimon obtient de l'expérience grâce aux combats qu'ils gagnent. Hormis les attaques de base ou celles qui peuvent être apprises, chaque « espèce » de digimon possède sa propre attaque spéciale et peut l'utiliser lorsqu'une jauge est remplie ; les adversaires possèdent également leurs propres attaques spéciales.

## Développement

### Projet
Digimon World Re:Digitize est le premier de la série des jeux vidéo de la franchise à paraître sur console PlayStation Portable. Il est révélé le 22 juillet 2011 sur le site officiel de Namco Bandai après un compte à rebours d'une soixantaine d'heures,. Selon plusieurs sources, Digimon World Re:Digitize reprendrait les principes similaires, mais non identiques,, du jeu original Digimon World initialement commercialisé en 1999 sur console PlayStation,. D'après le premier message posté sur le blog officiel de Namco Bandai, Digimon World Re:Digitize « rend en quelque sorte hommage au tout premier opus » des séries Digimon World, mais il fait en réalité partie d'un « retour aux origines ».
À l'occasion du développement, plusieurs bandes-annonces du jeu ont été diffusées. Une première est diffusée au salon du V Jump Festa tenu le 22 août 2011 ; cependant, la première bande-annonce officielle est diffusée le 2 septembre,. Une seconde bande-annonce est diffusée le 22 décembre et une troisième le 1er mai 2012. La date de commercialisation initiale au Japon n'est révélée que le 19 avril 2012 par le magazine V Jump qui annonce la sortie du jeu pour le 19 juillet, disponible en pré-vente pour un prix de 5 290 yens,.
À la suite de la diffusion des bandes-annonces, plusieurs personnages ont été divulgués. Agumon, le digimon emblématique de la série se tient aux côtés du protagoniste dans les premières captures d'écran diffusées auprès des joueurs en juillet 2011,. D'autres digimon notables tels que Greymon et Gatomon ont officiellement été annoncés courant mois d'août 2011. Le magazine japonais V Jump de Shūeisha diffuse, dans son édition d'octobre 2011, les personnages principaux présents dans le jeu. Hormis le principal protagoniste de 14 ans, ces personnages incluent Nikolai, le meilleur ami du protagoniste, ainsi qu'Akiho Rindou, une jeune fille aux cheveux rose,. Quelques semaines plus tard, d'autres personnages comme Mirei Mikagura et Sebastian sont dévoilés, ; plus tard, il est révélé que Lili de la série de jeux vidéo Tekken fera son apparition dans le jeu. Le 11 juin 2012, l'apparition de personnages de la première saison Digimon Adventure tels que Tai et Sora a été dévoilée,.
Les concepts du monde réel et du digimonde ont été travaillés ; le monde réel est d'ailleurs basé sur de différents endroits et éléments localisés au Japon. Suzuhito Yasuda, connu pour ses travaux sur les personnages des jeux vidéo Durarara!! et Shin Megami Tensei: Devil Survivor, a créé le héros du jeu,.

### Lancement
Digimon World Re:Digitize est un jeu vidéo d'action et de rôle développé par Tri-Crescendo et distribué par Namco Bandai. Une fois le développement terminé, Digimon World Re:Digitize est initialement publié le 19 juillet 2012 au Japon,. Dès sa première semaine de lancement, le jeu s'est vendu à 85 817 exemplaires.

## Médias
En mai 2012, à la suite de la future diffusion de Digimon World Re:Digitize, le magazine V Jump annonce une adaptation en manga du jeu vidéo par Kouhei Fujino. Toujours en mai 2012, une pétition est mise en place pour que le jeu devienne officiellement la septième saison de la franchise et obtient le millier de signatures le 10 juin 2012.

## Decode
En février 2013, une suite au jeu, intitulée Digimon World Re:Digitize Decode est annoncée sur console portable Nintendo 3DS pour 2013 ; de nouveaux digimon, dont Dorumon, et deux nouveaux scénarios sont également annoncés. De son côté, Namco Bandai Games fonde un site Internet à l'effigie de ce nouveau jeu avec deux captures d'écran. Par la suite, les digimon X, et deux protagonistes — Rina et X-Vmon — sont annoncés,. La sortie du jeu est par la suite annoncée pour le 27 juin 2013. En juin 2013, le magazine V Jump annonce une tonne de nouveaux digimon incluent dans le jeu dont certains récemment sorti de la franchise comme RustTyrannomon. Deux nouvelles bandes-annonces sont diffusées en mai 2013 ; une nouvelle est diffusée en juin et annonce le retour de Lily.
Deux entrevues ont été effectuées avec les développeurs du jeu, ces derniers ayant répondu aux questions concernant la transition d'une version PlayStation Portable à une autre version sur Nintendo 3DS,. Le fait de créer une suite sur Nintendo 3DS est simple, selon les développeurs. À l'origine, la PSP a été choisie car la console est très prisée par les fans de Digimon. « Nous aimerions voir Digimon atteindre une marque qui durera vingt années encore. Nous aimerions voir parents et enfants apprécier de jouer à Digimon chez la future génération. » De cette manière, également, les développeurs souhaitent attirer une nouvelle audience.
Une pétition existe pour que le jeu soit localisé en Europe et aux États-Unis, Namco Bandai Games a déclaré vouloir réfléchir à cette possibilité si le nombre maximum de signatures est atteint.